# رشاد ایوب‌اف
رشاد ایوب‌اف (ترکی آذربایجانی: Rəşad Eyyubov؛ زادهٔ ۳ دسامبر ۱۹۹۲) بازیکن فوتبال اهل جمهوری آذربایجان است.
از باشگاه‌هایی که در آن بازی کرده‌است می‌توان به باشگاه فوتبال قبله، باشگاه فوتبال سیمرغ زاقاتالا، باشگاه فوتبال خزر لنکران، و باشگاه فوتبال کپز اشاره کرد.
وی همچنین در تیم‌های ملی فوتبال تیم ملی فوتبال زیر ۱۷ سال اوکراین, تیم ملی فوتبال زیر ۱۷ سال جمهوری آذربایجان, تیم ملی فوتبال زیر ۱۹ سال جمهوری آذربایجان، زیر ۲۱ سال جمهوری آذربایجان، و جمهوری آذربایجان بازی کرده‌است.